# Manon Lebon
Pour les articles homonymes, voir Lebon.
Manon Lebon est une grimpeuse française née le 14 mars 2005 à Saint-Pierre de La Réunion. Pratiquante depuis 2019, elle est spécialiste de l'escalade de vitesse. Elle est vice-championne de France en 2023 et 2024, derrière Capucine Viglione. Après s'être qualifiée à Budapest, en Hongrie, elle participe à l'épreuve féminine des Jeux olympiques d'été de 2024, à Paris, où elle termine onzième.